# Sarah Kofman
Sarah Kofman, född 14 september 1934 i Paris, död 15 oktober 1994 i Paris, var en fransk filosof. Hon var professor vid Université Paris 1 Panthéon-Sorbonne.

## Biografi
Sarah Kofman föddes i Paris år 1934. Hennes föräldrar hade emigrerat från Polen 1929. Hennes far, som var rabbin, deporterades 1942 till Auschwitz, där han dog. Efter andra världskriget studerade Kofman vid Lycée Jules-Ferry och Lycée Fénelon, och senare vid Sorbonne. År 1976 avlade hon doctorat d’État vid Université Paris VIII-Vincennes. Kofman utnämndes 1991 till professor vid Université Paris 1 Panthéon-Sorbonne.
Tillsammans med Jacques Derrida, Jean-Luc Nancy och Philippe Lacoue-Labarthe var hon med i GREPH (Groupe de Recherches sur l’Enseignement Philosophique). Kofman publicerade arbeten i ämnena filosofi, psykoanalys, litteratur och konst.
Sarah Kofman begick självmord år 1994.